# OK Liga 2019-2020
L'OK Liga 2019-2020 è stata la 51ª edizione del torneo di primo livello del campionato spagnolo di hockey su pista; disputato dal il 20 settembre 2019 fu sospesa nel marzo del 2020 a causa della pandemia di COVID-19; il titolo fu aggiudicato al Barcellona, al suo trentunesimo titolo.

## Stagione

### Formula
L'OK Liga 2019-2020 vide ai nastri di partenza quattordici club; la manifestazione fu organizzata con un girone all'italiana, con gare di andata e ritorno per un totale di 30 giornate: erano assegnati tre punti per l'incontro vinto, un punto a testa per l'incontro pareggiato e zero la sconfitta. Al termine della stagione regolare la vincitrice venne proclamata campione di Spagna. Le squadre classificate dall'undicesimo al quattordicesimo posto retrocedettero direttamente in OK Liga Plata, il secondo livello del campionato.

## Classifica finale
|                   | Pos. | Squadra         | Pt | G  | V  | N | P  | GF  | GS  | DR   |
| ----------------- | ---- | --------------- | -- | -- | -- | - | -- | --- | --- | ---- |
| Spagna (bandiera) | 1.   | Barcellona      | 72 | 25 | 24 | 0 | 1  | 158 | 43  | +115 |
|                   | 2.   | Deportivo Liceo | 61 | 25 | 20 | 1 | 4  | 126 | 51  | +75  |
|                   | 3.   | Noia            | 49 | 25 | 15 | 4 | 6  | 89  | 60  | +29  |
|                   | 4.   | Reus Deportiu   | 47 | 25 | 14 | 5 | 6  | 84  | 72  | +12  |
|                   | 5.   | Girona          | 41 | 25 | 11 | 8 | 6  | 54  | 64  | -10  |
|                   | 6.   | Caldes          | 40 | 25 | 11 | 7 | 7  | 87  | 77  | +10  |
|                   | 7.   | Igualada        | 40 | 25 | 13 | 1 | 11 | 92  | 92  | 0    |
|                   | 8.   | Calafell        | 36 | 25 | 10 | 6 | 9  | 68  | 61  | +7   |
|                   | 9.   | Lleida          | 25 | 25 | 7  | 4 | 14 | 61  | 88  | -27  |
|                   | 10.  | Voltregà        | 21 | 25 | 5  | 6 | 14 | 45  | 68  | -23  |
|                   | 11.  | Palafrugell     | 21 | 25 | 6  | 3 | 16 | 51  | 104 | -53  |
|                   | 12.  | Taradell        | 16 | 25 | 4  | 4 | 17 | 47  | 100 | -53  |
|                   | 13.  | Lloret          | 15 | 25 | 4  | 3 | 18 | 46  | 89  | -43  |
|                   | 14.  | Vic             | 13 | 25 | 3  | 4 | 18 | 49  | 88  | -39  |

Legenda:
      Campione di Spagna e ammessa all'Eurolega 2020-2021.
      Ammesse all'Eurolega 2020-2021.
      Ammesse in Coppa WSE 2020-2021.
      Retrocesse in OK Liga Plata 2020-2021.
Note:
Tre punti a vittoria, uno a pareggio, zero a sconfitta.